# Jan Adamowicz-Piliński
Jan Adamowicz-Piliński. właściwie Jan Piliński herbu Piliński (ur. 1864, zm. 27 czerwca 1908 w Tłuszczu) – polski publicysta i wydawca działający we Lwowie i Warszawie.
Był założycielem lwowskiego pisma "Odrodzenie", a także Związku Odrodzenia Narodu Polskiego (oba powstały w latach 1903–1904). Celem tej instytucji było pobudzenie uczuć narodowych, patriotycznych w robotnikach i chłopach. Ponadto Adamowicz-Piliński był współzałożycielem dwutygodnika "Siewba" (1906) i sekretarzem jego redakcji.
Pochowany został na cmentarzu parafialnym w Postoliskach, w jednym grobie wraz ze swoim współpracownikiem z "Siewby" Janem Kielakiem.